# By the Time I Get to Phoenix
Singles de Glen Campbell
Gentle on My Mind
(1967) Hey Little One
(1968)
By the Time I Get to Phoenix est une chanson écrite par Jimmy Webb. Originellement sortie par Johnny Rivers sur son album Changes en 1966, en 1967 elle a été reprise et rendue populaire par le chanteur de country américain Glen Campbell.
Publiée en single sous le label Capitol Records en octobre 1967,, la version de Glen Campbell a atteint la 26e place du Hot 100 du magazine musical américain Billboard, la 12e place du classement easy listening
 et la 2e place du classement country du même magazine. Elle est incluse dans le septième album de Glen Campbell, sorti en novembre de la même année (1967) et intitulé également By the Time I Get to Phoenix.
En 2004, Rolling Stone a classé cette chanson, dans la version de Glen Campbell, 450e sur sa liste des « 500 plus grandes chansons de tous les temps ». (En 2010, le magazine rock américain a mis à jour sa liste, et la chanson n'y figure plus.)
En 2004 également, elle a reçu le Grammy Hall of Fame Award.